# 多良木町立黒肥地小学校

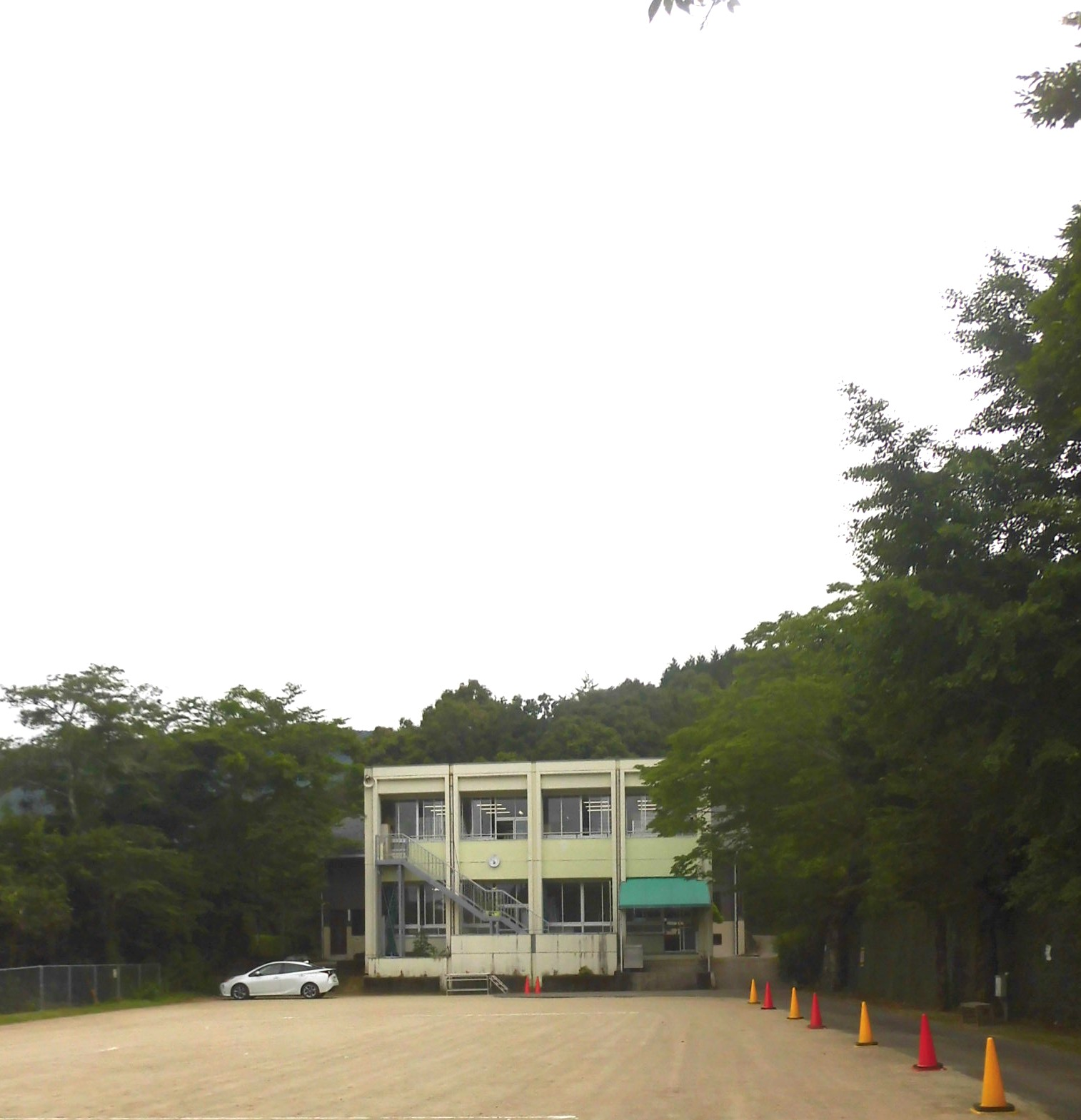
柳野分校

多良木町立黒肥地小学校（たらぎちょうりつ くろひじしょうがっこう）は、熊本県球磨郡多良木町黒肥地にある公立の小学校。

## 沿革
歴史
1875年（明治8年）「公立小林小学校」として創立。現校名となったのは1955年（昭和30年）。2025年（令和7年）に創立150周年を迎えた。
学校教育目標
「気づき・考え・行動する児童の育成～自立貢献～」
校訓
「考える学校、きれいな学校、仲よし学校」
校章
桜の花弁等を背景にして、中央に校名の頭文字である「黒」の文字を配している。
校歌
作詞は不詳。作曲は犬童球渓による。歌詞は3番まであり、2番の歌詞中に「黒肥地」が登場する。
分校
柳野分校（やなぎの）
- 1924年（大正13年）創立。2024年（令和6年）に創立100周年を迎えた。
- 所在地（柳瀬分校）- 熊本県球磨郡多良木町黒肥地10288番地（北緯32度19分00.3秒 東経130度56分22.8秒 / 北緯32.316750度 東経130.939667度）

通学区域
多良木町のうち「大字黒肥地（ただし柳野は柳野分校）」。中学校区は多良木町立多良木中学校。
- 1875年（明治8年）8月 - 「公立小林小学校」が創立。
- 1880年（明治13年）4月 - 黒肥地村字茂原（現在地）に移転。
- 1889年（明治22年）4月1日 - 町村制施行により、球磨郡「黒肥地村」が発足。
- 1891年（明治24年）1月 -「尋常小林小学校」と改称。
- 1892年（明治25年）11月 -「黒肥地尋常小学校」（尋常科4年）と改称。
- 1897年（明治30年）11月23日 - 多良木実業補習学校が多良木村外八ヶ村[1]組合立多良木高等小学校（4年制）に改編される。
- 1900年（明治33年）5月 - 千里内分教場を設置。
- 1906年（明治39年）5月 - 千里内分教場を廃止。6年の歴史に幕を閉じる。
- 1907年（明治40年）4月 - 高等科（2年制）を併置の上、「黒肥地尋常高等小学校」（尋常科4年・高等科2年）と改称。
- 1908年（明治41年）4月 - 改正小学校令により、尋常科（義務教育年限）が4年制から6年制に改められる。従来の高等科1・2年を尋常科5・6年に改める。これにより高等科が廃止され、「黒肥地尋常小学校」（尋常科6年）に改称。
- 1915年（大正4年）4月 - 組合立多良木高等小学校の運営の主体が「多良木村外四ヶ村組合[2]立」となる（5村が脱退）。
- 1916年（大正5年）4月 - 組合立多良木高等小学校の運営の主体が「多良木村外三ヶ村組合」となる（免田村が脱退）。
- 1923年（大正12年）3月 - 多良木村外三ヶ村組合多良木高等小学校の廃止により、高等科を併置の上、「黒肥地尋常高等小学校」（尋常科6年・高等科2年）と改称。
- 1924年（大正13年）9月1日 - 柳野分教場を設置。
- 1928年（昭和3年）
  - 4月 - 高等科を廃止の上、「黒肥地尋常小学校」に改称。高等科は黒肥地公民学校に統合される。
  - 10月 - 梅田嘉七（第10代校長）頌徳碑を建立。
- 1931年（昭和6年）4月 - 高等科を再併置の上、「黒肥地尋常高等小学校」に改称。
- 1935年（昭和10年）- 青年学校令施行により、黒肥地公民学校が「黒肥地青年学校」に改称。
- 1941年（昭和16年）4月1日 - 国民学校令施行により、「黒肥地村黒肥地国民学校」と改称。尋常科を初等科に改める。
- 1947年（昭和22年）- 学制改革が行われる（六・三制の実施）。
  - 4月1日 - 国民学校初等科は、新制小学校「黒肥地村立黒肥地小学校」に改組・改称。
  - 4月 - 国民学校高等科は青年学校普通科ととともに、新制中学校「黒肥地村立黒肥地中学校」に改組・改称。
- 1948年（昭和23年）7月 - 学校給食を開始。
- 1951年（昭和26年）4月 - 柳野分校の校舎が完成。
- 1955年（昭和30年）4月1日 - 黒肥地村が多良木町と合併し、「多良木町立黒肥地小学校」（現校名）と改称。
- 1958年（昭和33年）10月 - 黒肥地中学校が多良木町立多良木中学校へ統合される。統合校舎が整備されるまで、旧黒肥地中の校舎は「黒肥地分室」として使用が継続される。
- 1959年（昭和34年）4月 - 多良木中学校の統合校舎が完成し、中学生は多良木中新校舎に移転。これにより黒肥地分室が廃止される。
- 1968年（昭和43年）3月 - 黒肥地字長寺に多良木町立多良木学園が創設される[3]。
- 1979年（昭和54年）3月31日 - 熊本県立球磨養護学校新設により、多良木学園分校が廃止され、11年の歴史に幕を閉じる。
- 1972年（昭和47年）3月 - 鉄筋コンクリート造新校舎が完成。
- 1973年（昭和48年）
  - 2月 - 新体育館が完成。
  - 9月 - 新プールが完成。低学年プールを併設。
- 1975年（昭和50年）5月 - 創立100周年記念式典を挙行。
- 1980年（昭和55年）2月 - 柳野分校の新校舎が完成。
- 1991年（平成3年）5月 - 多良木町社会福祉協議会指定ボランティア活動協力校となる。
- 1992年（平成4年）5月 - 正門の門柱を改装。
- 1994年（平成6年）12月 - 黒っ子アドベンチャーが完成。
- 1997年（平成9年）7月 - 校舎の大改造工事が完了。
  - 所在地（黒肥地小学校）- 熊本県球磨郡多良木町黒肥地1629番地（北緯32度16分32.2秒 東経130度56分30.6秒 / 北緯32.275611度 東経130.941833度）

## 交通アクセス
最寄りの鉄道駅
- くま川鉄道 湯前線「東多良木駅」

最寄りのバス停留所
- 九州産交バス 「黒肥地通り」停留所

最寄りの幹線道路
- 熊本県道33号人吉水上線
- 熊本県道261号五木多良木線
- 国道219号

## 周辺
- 黒肥地保育園
- 黒肥地簡易郵便局
- 多良木警察署黒肥地警察官駐在所
- 多良木町文化財等センター 古代の風黒の蔵
- 牛繰川
- 球磨川